# Laborator

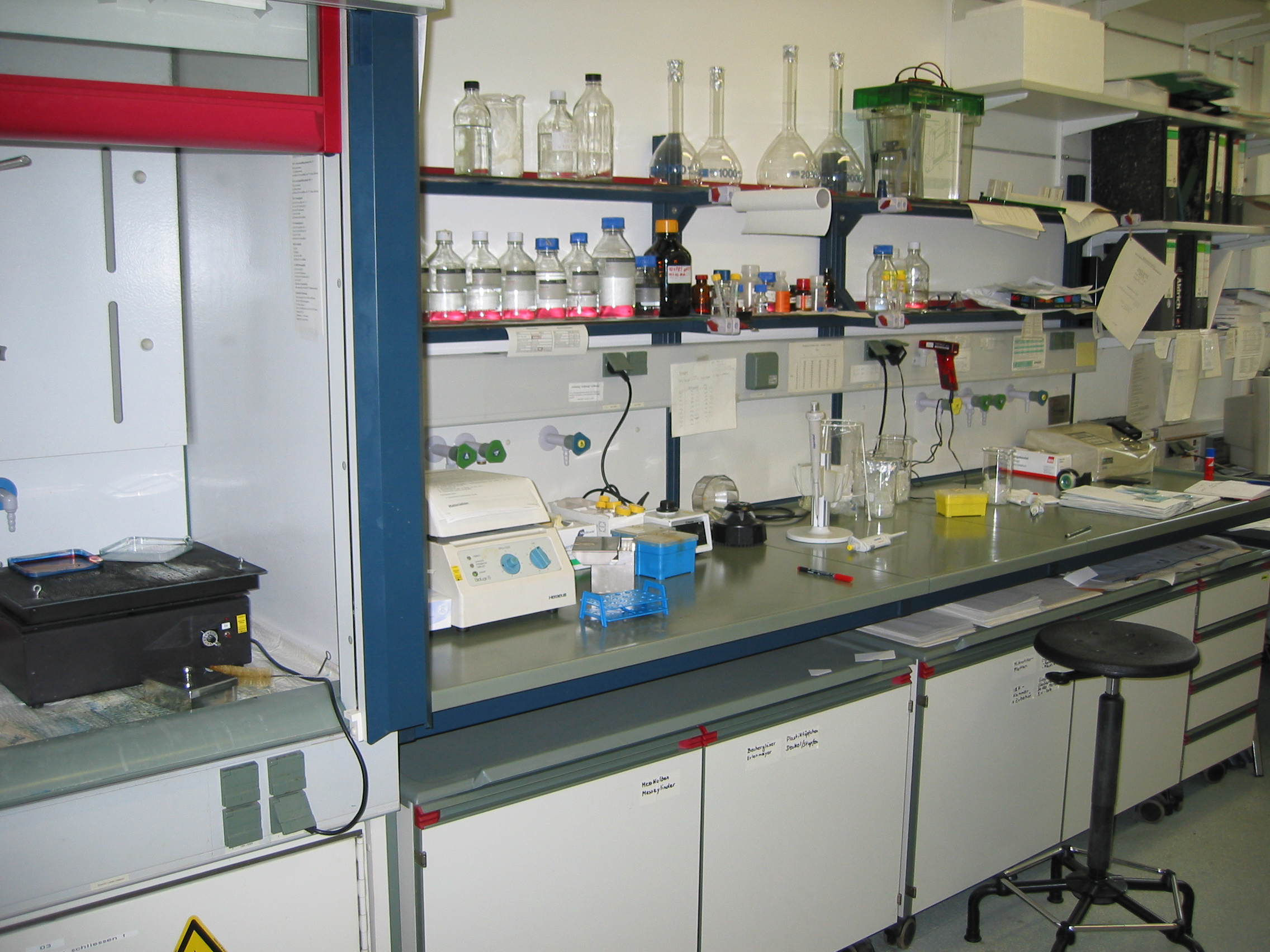
Laborator de chimie

Laboratorul este o încăpere dotată cu utilaj și aparate speciale pentru cercetări științifice, experiențe didactice, lucrări de control etc., utilizat mai ales în domenii ca fizica, chimia sau biologia.

## Tipuri de laboratoare
- laborator de chimie
- laborator de fizică
- laborator de biologie
- laborator de informatică etc.

### Laboratorul de chimie

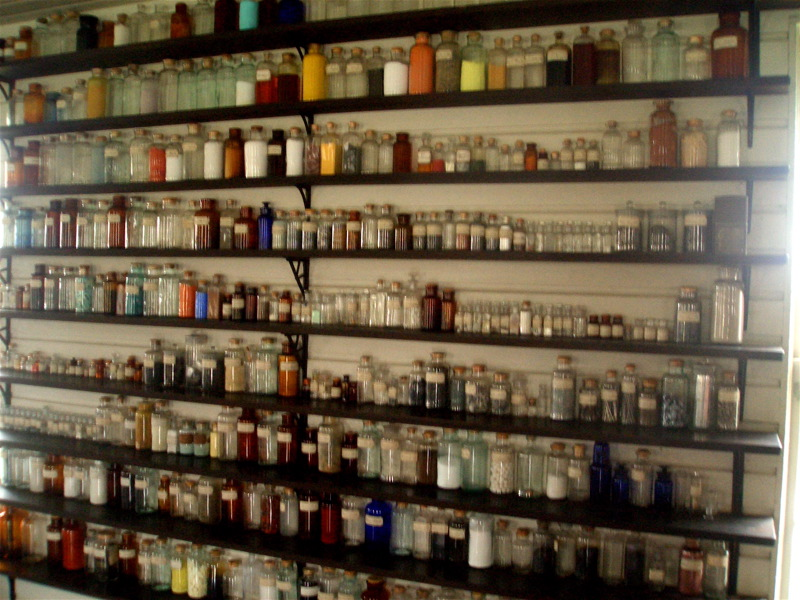
Laboratorul lui Edison - Museul Henry Ford

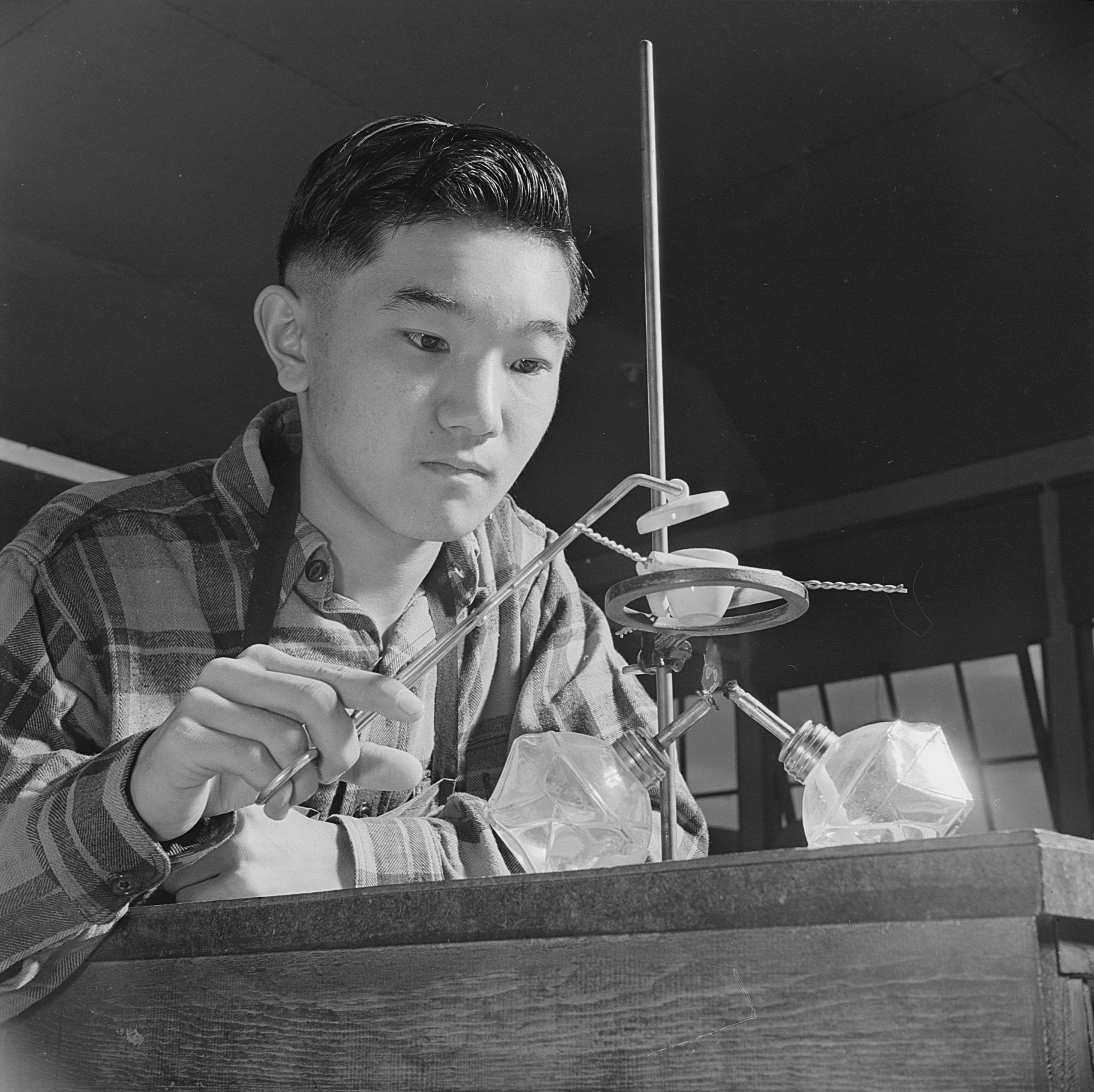
Harry Ishigaki conduce un experiment de chimie în laboratorul liceului Heart Mountin

În laboratorul de chimie, studenții învață cum să manipuleze substanțe chimice și cum să facă experimente sigure și precise. Ei folosesc diverse instrumente de laborator precum balanțe, bureți și eprubete pentru a măsura cantitățile corecte de substanțe și a le combina în reacții chimice. Studenții trebuie să respecte cu strictețe protocoalele de siguranță, purtând echipament de protecție cum ar fi măști și ochelari de protecție, pentru a evita expunerea la substanțe chimice toxice sau inflamabile. Pe măsură ce își dobândesc experiența, studenții pot începe să proiecteze și să efectueze propriile experimente, utilizându-și creativitatea pentru a explora diverse aspecte ale chimiei.